# جون ليونارد (شاعر)
جون ليونارد (بالإنجليزية: John Leonard)‏ هو شاعر أسترالي، ولد في 1965 في كامبريدج في المملكة المتحدة.